# Io non so da dove vengo e non so dove mai andrò. Uomo è il nome che mi han dato
Io non so da dove vengo e non so dove mai andrò. Uomo è il nome che mi han dato è l'unico album del gruppo musicale De De Lind, pubblicato nel 1972 (molte fonti danno il 1973 come data di prima pubblicazione, smentita dalla data stampata sul vinile che indica il 1972).

## Tracce
Testi di Vito Paradiso, musiche di Gilberto Trama e Matteo Vitolli
Lato A
1. Fuga e morte – 7:20
2. Indietro nel tempo – 4:10
3. Paura del niente – 7:46

Durata totale: 19:16
Lato B
1. Smarrimento – 7:59
2. Cimitero di guerra – 5:19
3. Voglia di rivivere – 3:34
4. E poi – 2:05

Durata totale: 18:57

## Musicisti
- Vito Paradiso - voce, chitarra acustica
- Matteo Vitolli - chitarra elettrica, chitarra acustica, percussioni, pianoforte preparato, flauto
- Gilberto Trama - flauto, sassofono tenore, pianoforte preparato, organo, corno
- Eddy Lorigiola - basso
- Ricky Rebajoli - batteria, timpani, percussioni

Note aggiuntive
- Davide Marinone - tecnico del suono e mixaggio
- Gianfranco Longo - mixaggio